# Айванхо (Миннесота)
Айванхо (англ. Ivanhoe) — город в штате Миннесота, США. Он является окружным центром округа Линкольн. В 2010 году в городе проживало 559 человек.

## Географическое положение
Айванхо расположен на юго-западе штата Миннесота в округе Линкольн. Площадь города составляет 2,33 км² (2,28 км² — суша, 0,05 км² — водоёмы). Айванхо на западе, севере и востоке окружён тауншипом Ройал, на юге граничит с Аш-Лейком. Через город протекает река Йеллоу-Медисин.

## История

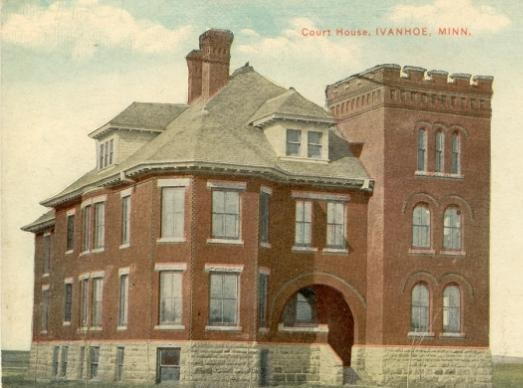
Окружной центр Линкольна и тюрьма

На территории будущего города в 1883—1901 годах находилось почтовое отделение под именем Вильно. Город Айванхо был основан в 1901 году и назван сотрудниками железнодорожной компании Чикаго и северо-запада в честь героя романа Айвенго Вальтера Скотта. Айванхо был инкорпорирован как деревня 22 января 1901 года, как город — в 1968 году. Он стал административным центром округа Линкольн в 1902 году.
25 % населения города имеет польские корни, значительная эмиграция произошла, когда территория Польши была разделена между Россией, Австро-Венгрией и Пруссией. В Айванхо проводится ежегодный фестиваль польской культуры.

## Население
По данным переписи 2010 года население Айванхо составляло 559 человек (из них 44,9 % мужчин и 55,1 % женщин), было 268 домашних хозяйства и 144 семьи. Расовый состав: белые — 99,8 %.
Из 268 домашних хозяйств 44,0 % представляли собой совместно проживающие супружеские пары (13,4 % с детьми младше 18 лет), в 7,1 % домохозяйств женщины проживали без мужей, в 2,6 % домохозяйств мужчины проживали без жён, 46,3 % не имели семьи. В среднем домашнее хозяйство вели 1,99 человека, а средний размер семьи — 2,74 человека.
Население города по возрастному диапазону распределилось следующим образом: 18,8 % — жители младше 18 лет, 2,0 % — между 18 и 21 годами, 50,9 % — от 21 до 65 лет и 28,3 % — в возрасте 65 лет и старше. Средний возраст населения — 49,5 года. На каждые 100 женщин приходилось 81,5 мужчины, при этом на 100 совершеннолетних женщин приходилось уже 81,6 мужчин сопоставимого возраста.
В 2014 году из 450 трудоспособных жителей старше 16 лет имели работу 261 человек. При этом мужчины имели медианный доход в 35 000 долларов США в год против 33 125 долларов среднегодового дохода у женщин. В 2014 году медианный доход на семью оценивался в 55 938 $, на домашнее хозяйство — в 34 141 $. Доход на душу населения — 22 550 $. 5,6 % от всего числа семей и 13,5 % от всей численности населения находилось на момент переписи за чертой бедности.
Динамика численности населения:
|  |